# Айдамей (Західна Вірджинія)
Айдамей (англ. Idamay) — переписна місцевість (CDP) в США, в окрузі Меріон штату Західна Вірджинія. Населення — 542 особи (2020).

## Географія
Айдамей розташований за координатами 39°29′36″ пн. ш. 80°15′22″ зх. д. / 39.49333° пн. ш. 80.25611° зх. д. (39.493255, -80.256131).  За даними Бюро перепису населення США в 2010 році переписна місцевість мала площу 2,28 км², з яких 2,28 км² — суходіл та 0,00 км² — водойми.

## Демографія
Згідно з переписом 2010 року, у переписній місцевості мешкало 611 особа в 249 домогосподарствах у складі 180 родин. Густота населення становила 267 осіб/км².  Було 266 помешкань (116/км²).
Расовий склад населення:
| - 98,0 % — білих - 1,5 % — чорних або афроамериканців |

До двох чи більше рас належало 0,3 %. Частка іспаномовних становила 1,1 % від усіх жителів.
За віковим діапазоном населення розподілялося таким чином: 21,8 % — особи молодші 18 років, 62,2 % — особи у віці 18—64 років, 16,0 % — особи у віці 65 років та старші. Медіана віку мешканця становила 39,4 року. На 100 осіб жіночої статі у переписній місцевості припадало 91,5 чоловіків;  на 100 жінок у віці від 18 років та старших — 85,3 чоловіків також старших 18 років.
За межею бідності перебувало 14,2 % осіб, у тому числі 0,0 % дітей у віці до 18 років та 0,0 % осіб у віці 65 років та старших.
Цивільне працевлаштоване населення становило 46 осіб. Основні галузі зайнятості: мистецтво, розваги та відпочинок — 30,4 %, транспорт — 21,7 %, освіта, охорона здоров'я та соціальна допомога — 17,4 %.